# Bolbohamatum laevicolle
Bolbohamatum laevicolle là một loài bọ cánh cứng trong họ Geotrupidae. Loài này được Westwood miêu tả khoa học năm 1848.